# 大潘保
大潘保是德国石勒苏益格－荷尔斯泰因州的一个市镇。总面积4.32平方公里，总人口139人，其中男性69人，女性70人（2011年12月31日），人口密度32人/平方公里。